# Юрош, Андрей Ефимович
Андрей Ефимович Юрош (16.12.1929 — 24.03.1997) — бригадир комплексной бригады Тираспольского межрайонного строительного треста, Молдавская ССР, Герой Социалистического Труда (11.08.1966).
Родился 16 декабря 1929 года в селе Коротное Слободзейского района Молдавской АССР.
В 1948 году окончил в Тирасполе школу ФЗО и с этого времени работал в организации, которая позже называлась строительным управлением № 27 Тираспольского межрайонного строительного треста: каменщик, линейный мастер, бригадир комплексной бригады.
Внёс ряд рационализаторских предложений, после внедрения которых повысилось качество работ, на 10-15 % выросла производительность труда, сократились сроки строительства.
За выдающиеся успехи, достигнутые в выполнении заданий семилетнего плана по капитальному строительству, 11 августа 1966 г. присвоено звание Героя Социалистического Труда.
Член КПСС с 1954 г. Делегат XII съезда КПМ. Дважды избирался членом Тираспольского горкома партии, трижды — депутатом городского Совета депутатов трудящихся.
Заслуженный строитель Молдавской ССР. Награждён медалью «За доблестный труд», Почётной грамотой Президиума Верховного Совета МССР.
Умер в Тирасполе 24 марта 1997 года.